# Bátorove Kosihy
Bátorove Kosihy (em húngaro: Bátorkeszi) é um município da Eslováquia, situado no distrito de Komárno, na região de Nitra. Tem 45,89 km² de área e sua população em 2018 foi estimada em 3.324 habitantes. A aldeia recebeu o nome da tribo Magyar Keszi. 

## Demografia
| Ano:        | 1994 | 2004   | 2014   | 2024   |
| ----------- | ---- | ------ | ------ | ------ |
| Broj ljudi: | 3598 | 3493   | 3399   | 3291   |
| Razlika:    |      | -2,91% | -2,69% | -3,17% |

| Ano:               | 2023 | 2024   |
| ------------------ | ---- | ------ |
| Número de pessoas: | 3294 | 3291   |
| Diferença:         |      | -0,09% |